# Tiina Elovaara
Tiina Karoliina Elovaara, född 11 december 1986 i Tammerfors, är en finländsk politiker (Blå framtid, tidigare Sannfinländarna). Hon var ledamot av Finlands riksdag 2015–2019.
Elovaara blev invald i riksdagsvalet 2015 med 4 107 röster från Birkalands valkrets.